# 王文興 (作家)
王文興（1939年9月24日—2023年9月27日），男，福建福州人，臺灣小說家。

## 生平
出生於福建省福州，1946年舉家遷台，先住在台灣南部的東港，兩年後遷居臺北紀州庵。他在附中時對文學產生興趣，同時開始寫小說。附中畢業後考取國立台灣大學外文系，1960年和同班同學白先勇、歐陽子、陳若曦等人創辦《現代文學》雜誌。早期的《現代文學》編輯事務多半由他負責。臺大畢業後，他前往美國愛荷華大學的作家工作室從事研究，獲得碩士學位。1965年回國，在台灣大學外文系擔任講師，教授小說課程，後來也在中文系任教，直到2005年1月退休。

## 文学成就
雖然王文興教授在台大外文系是以英美語系的文學著作或翻譯為主要授課內容，但是他與法國文化一直維持緊密的關係。部分原因來自於祖父與父親，因為他們二位都曾在法國深造，為了忠實於這個家庭傳統，致力縮短法國與台灣之間的文化距離，翻譯波特來爾的著作。為感謝其對台法文學與藝術交流的重大貢獻，並且向其創作表達崇敬感佩之意，法國政府於2011年4月22日向王文興頒贈法國藝術及文學勳章的騎士勳位。
“他們在島嶼寫作: 文學大師系列電影”也以紀錄片方式記錄了王文興，即林靖傑執導的《尋找背海的人》。

## 作品

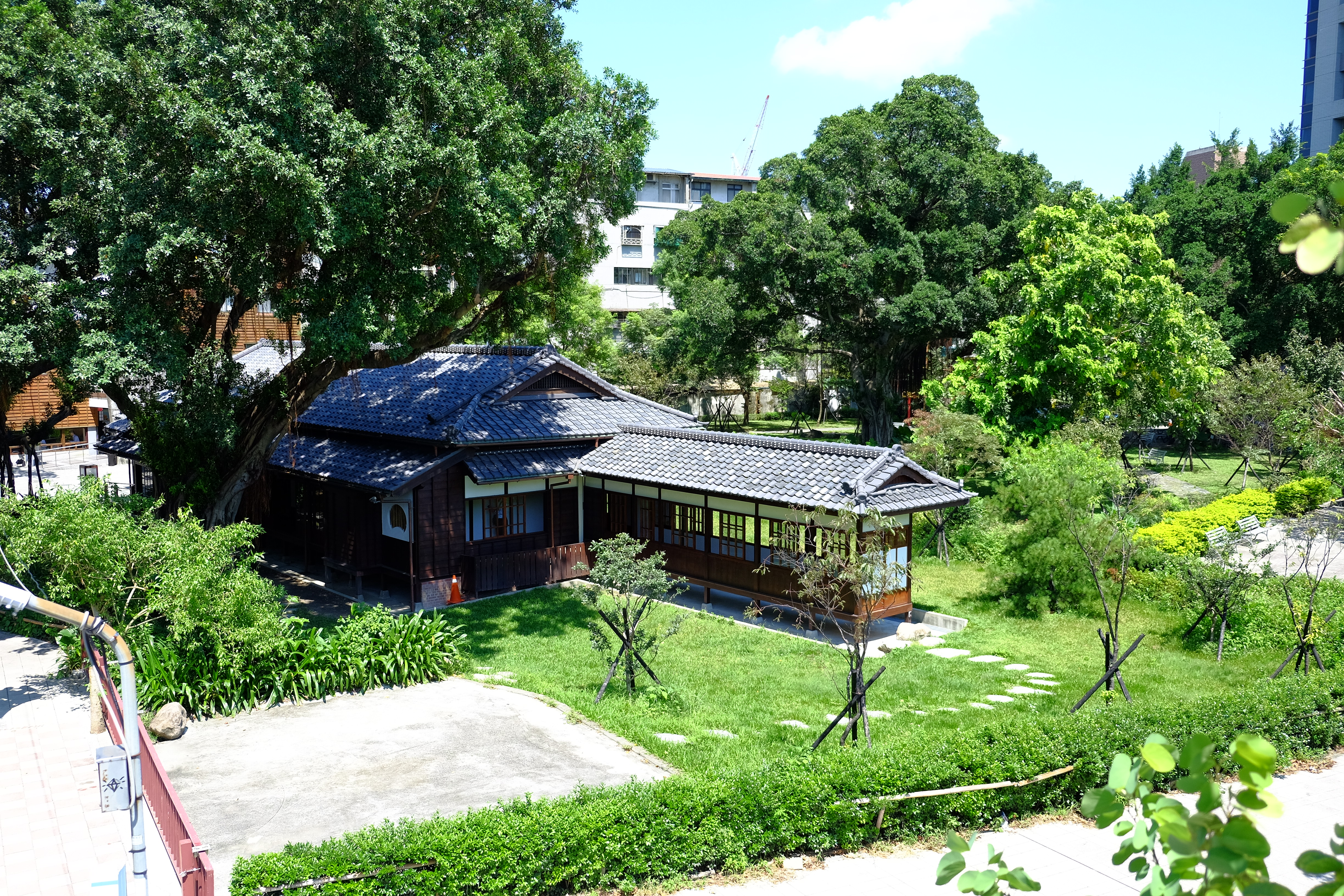
王文興小說《家變》背景場所

在台灣文學史上，王文興的《家變》是一本非常具有爭議性的長篇小說。王文興從1966年開始寫作《家變》，在1973年出版，發表後造成軒然大波。這是因為《家變》從內容到形式、情節、結構，語言文字，在當時的台灣文壇都是創新的，甚至創新到被某些人認為是「離經叛道」的「異端」，為了這部作品，台灣文學界曾經開過多次座談會，發表過多篇文章來討論。
作家張系國指出：「《家變》寫出年輕一代對老一輩的心理變化，要比同類型的小說深刻得多。」台大外文系教授顏元叔則說：「《家變》在文字之創新，臨即感之強勁，人情刻畫之真實，細節抉擇之精審，筆觸之細膩含蓄等方面，使它成爲中國近代小說少數的傑作之一。總而言之，最後一句話：《家變》，就是『真』。」

## 外部連結
- http://www.pts.org.tw/~prgweb1/2000/writer2_13.htm （页面存档备份，存于）
- 王文興惜墨如金
- 王文興 （页面存档备份，存于）
- 臺大近代名家手稿系列展之一 - 王文興
- 臺灣大學圖書館專題書單 - 當代中文作家系列 - 王文興[永久]
- 王文興數位主題館 （页面存档备份，存于）由國立中興大學人社中心製作 （页面存档备份，存于）